# Pyrola renifolia
Pyrola renifolia är en ljungväxtart som beskrevs av Carl Maximowicz. Pyrola renifolia ingår i släktet pyrolor, och familjen ljungväxter. Inga underarter finns listade i Catalogue of Life.